# Autonome orthodoxe Kirchen
|  | Dieser Artikel wurde aufgrund von akuten inhaltlichen oder formalen Mängeln auf der Qualitätssicherungsseite des Portals Christentum eingetragen. Bitte hilf mit, die Mängel dieses Artikels zu beseitigen, und beteilige dich bitte an der Diskussion. |

Autonome orthodoxe Kirchen sind orthodoxe Kirchen, die formal einer anderen autokephalen Kirche unterstehen. Sie sind juristisch und organisatorisch weitgehend selbstständig.

## Kirchenrechtliche Bestimmungen
Die autonome Kirche verwaltet sich selbst. Höchstes Entscheidungsgremium ist die Regionalsynode.
Das Oberhaupt der autonomen Kirche wird von dieser Synode gewählt, allerdings mit Zustimmung des Oberhauptes der übergeordneten Kirche.
Die autonome Kirche unterliegt den Beschlüssen und kirchenrechtlichen Bestimmungen der übergeordneten Kirche. Ihr Oberhaupt unterliegt der kirchlichen Gerichtsbarkeit der übergeordneten Kirche.
Das Oberhaupt der übergeordneten Kirche wird in allen Kirchengebäuden als Oberhaupt der autonomen Kirche genannt, vor dem Oberhaupt der autonomen Kirche.
Das Chrisam für religiöse Salbungen kommt vom Oberhaupt der übergeordneten Kirche.

## Autonome Kirchen
Der Status einer autonomen Kirche wird offiziell von der übergeordneten Kirche verliehen. Folgende Kirchen gelten als autonom.
- Estnische Apostolische Orthodoxe Kirche im Ökumenischen Patriarchat von Konstantinopel
- Orthodoxe Kirche Finnlands im Ökumenischen Patriarchat von Konstantinopel
- Orthodoxe Kirche vom Berg Sinai im Patriarchat von Jerusalem
- Chinesische Orthodoxe Kirche im Patriarchat von Moskau
- Orthodoxe Kirche in Japan im Patriarchat von Moskau
- Orthodoxe Kirche Bessarabiens im Patriarchat von Bukarest

## Selbstverwaltete Kirchen
Weiteren Kirchen verleiht das Patriarchat von Moskau den Status einer selbstverwalteten Kirche. Diese sind weniger unabhängig. Sie werden oft fälschlicherweise auch als autonome Kirchen bezeichnet.
- Moldauisch-Orthodoxe Kirche
- Russische Orthodoxe Kirche im Ausland

## Geschichte
Autonome Kirchen waren meist Kirchen, die sich einer autokephalen Kirche in einem anderen Staat oder Herrschaftsbereich anschlossen oder die in Gebieten lagen, die sich unabhängig von einem übergeordneten Staat gemacht hatten.
Die Metropolie von Kiew in der Kiewer Rus seit dem 11. Jahrhundert galt als autonome Kirche innerhalb des Patriarchats von Konstantinopel, da sie außerhalb des Byzantinischen Reichs lag. Ebenso die Metropolie von Moskau, die erst 1589 ein eigenständiges Patriarchat wurde.
Die Serbisch-Orthodoxe Kirche war nach der politischen Unabhängigkeit Serbiens vom Osmanischen Reich im 19. Jahrhundert zunächst autonom, ehe sie zum Patriarchat erhoben wurde.
In den deutsch besetzten Gebieten der Ukraine entstand 1941 eine Ukrainische Autonome Orthodoxe Kirche, die sich dem Patriarchat von Moskau unterstellte, da sie nicht als autokephal von anderen orthodoxen Kirchen anerkannt wurde.
In den Nachfolgestaaten der Sowjetunion gewährte das Patriarchat von Moskau den jeweiligen orthodoxen Kirchen nur den Status einer selbstverwalteten Kirche. Im Zuge des russischen Überfalls auf die Ukraine trennte sich zunächst am 27. Mai 2022 die Ukrainisch-Orthodoxe Kirche einseitig vom Moskauer Patriarchat. Am 9. September 2022 beschloss die Saeima die Unabhängigkeit der Lettisch-Orthodoxen Kirche (lettisch Latvijas Pareizticīgā Baznīca) vom Moskauer Patriarchat. Metropolit Alexander von Riga widersprach der Entscheidung des lettischen Parlamentes nicht. Die Estnisch-Orthodoxe Kirche (estnisch Eesti Õigeusu Kirik, kurz: EÕK) hat am 20. August 2024 die Unabhängigkeit im administrativen, ökonomischen und Bildungsbereich festgeschrieben. Auch der Name der Kirche wurde geändert und lautet nun "Estnische Orthodoxe Kirche" – der Zusatz "des Moskauer Patriarchats" wurde gestrichen.